# Schuhabkratzer

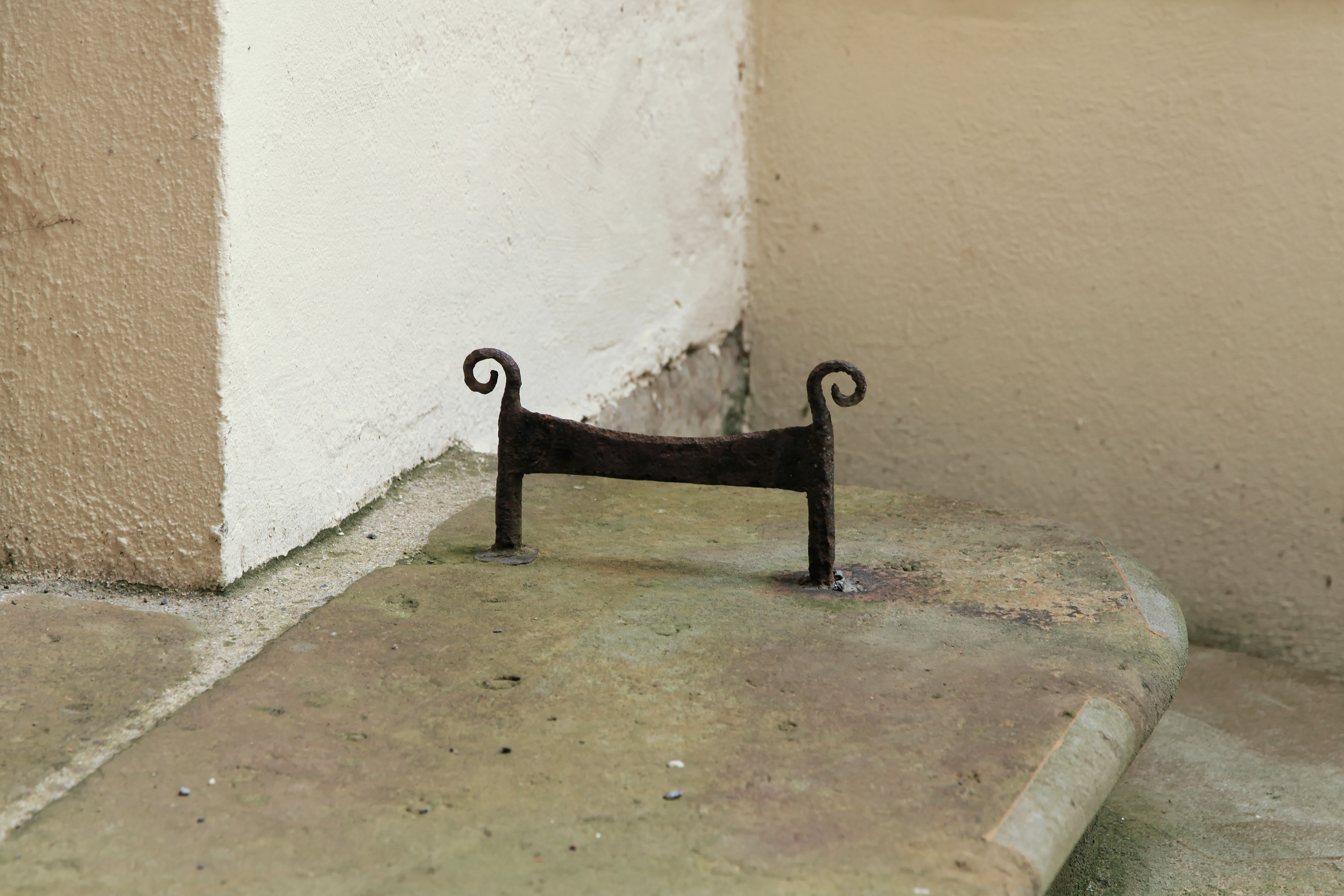
Schuhabkratzer

Ein Schuhabkratzer, auch Schuhkratzer, Schuhabstreifer, Stiefelabstreifer, Scharreisen (Schweiz), Schuhschaber oder Stiefelschaber (Soziale Medien) genannt, ist ein fest angebrachtes Kratzeisen aus Metall für die Reinigung von Schuhsohlen und Stiefelprofilen.
Zu Zeiten von Pferdefuhrwerken und unbefestigten Wegen war es ein wichtiges Reinigungsgerät, installiert in der Nähe des Eingangs von Gebäuden. Heutzutage werden mit ihnen typische Straßenverunreinigungen wie Blätter und Schnee entfernt bzw. in der Großtierhaltung auch Erde und Mist.

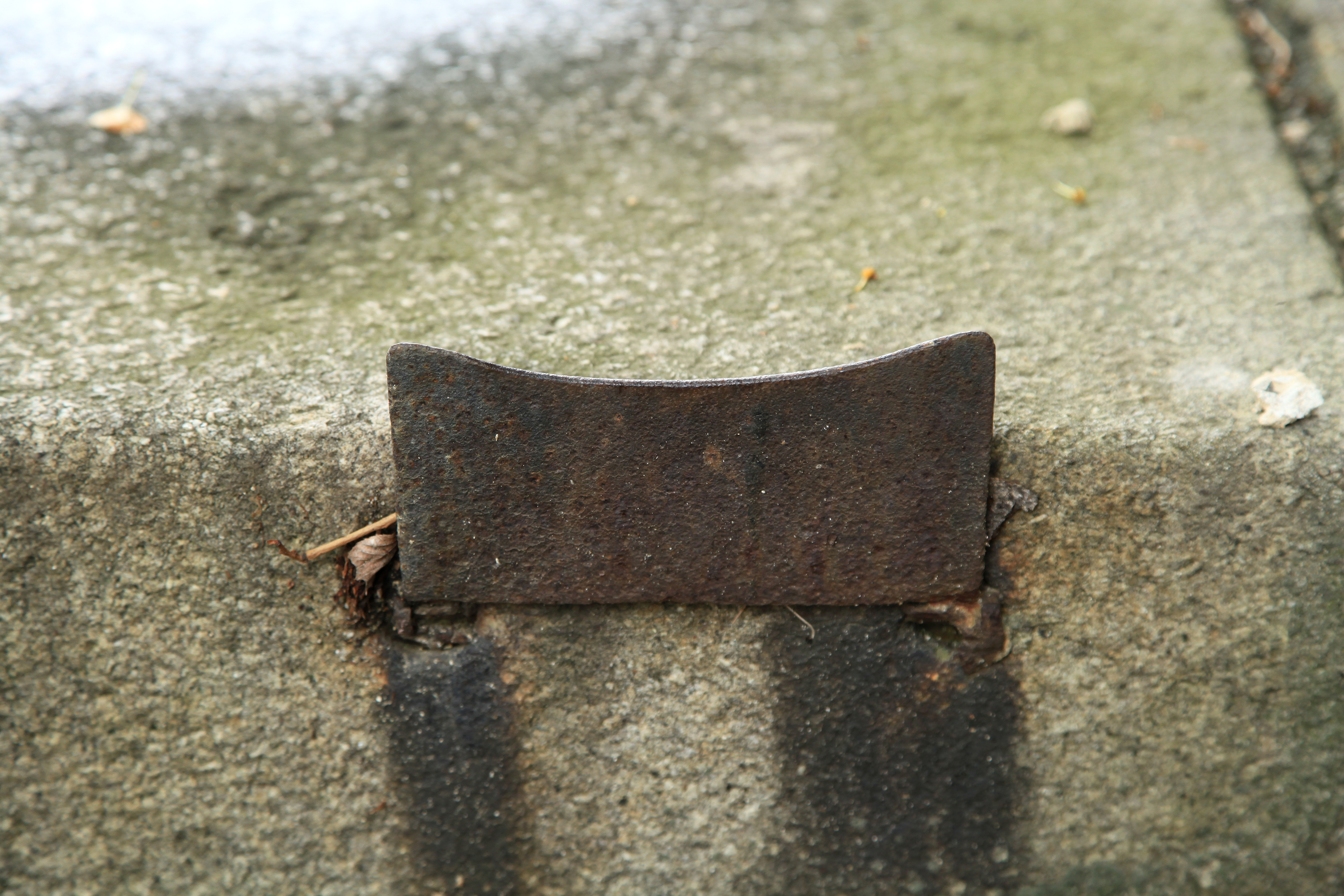
Schuhkratzer an einer Steinkante

## Einsatzbereiche
Der Schuhkratzer ist die erste Reinigungsstufe bei einer traditionellen Schmutzschleuse in Privat- und Geschäftshäusern.
In alten Zeiten, als Pferde und Pferdefuhrwerke die Mobilität sicherstellten, die Straßen schlammig und Fußwege lehmige Trampelpfade waren, war der Schuhkratzer ein passendes Mittel, um Reste von Pferdeäpfeln, Blättern, Matsch und Schnee von der Sohle und den Seiten der Sohle kratzen zu können.
Er war an vielen Gebäuden zu finden.
Auch in der Landwirtschaft, wo Bauern die Pflüge mit der Hand steuerten und im Stall oder auf der Weide am Tier arbeiteten, waren sie Teil der Schmutzschleuse am Wirtschaftseingang zum Wohnhaus.
Heutzutage ist die Bedeutung von Schuhkratzern in Städten auf die Entfernung von Laub im Herbst und Schnee im Winter geschrumpft.
Auf Bauernhöfen mit Weidehaltung direkt am Wohnhaus und Reiterhöfen sind sie weiterhin gebräuchlich.
Neueren Datums sind ortsveränderliche Schuhkratzer.

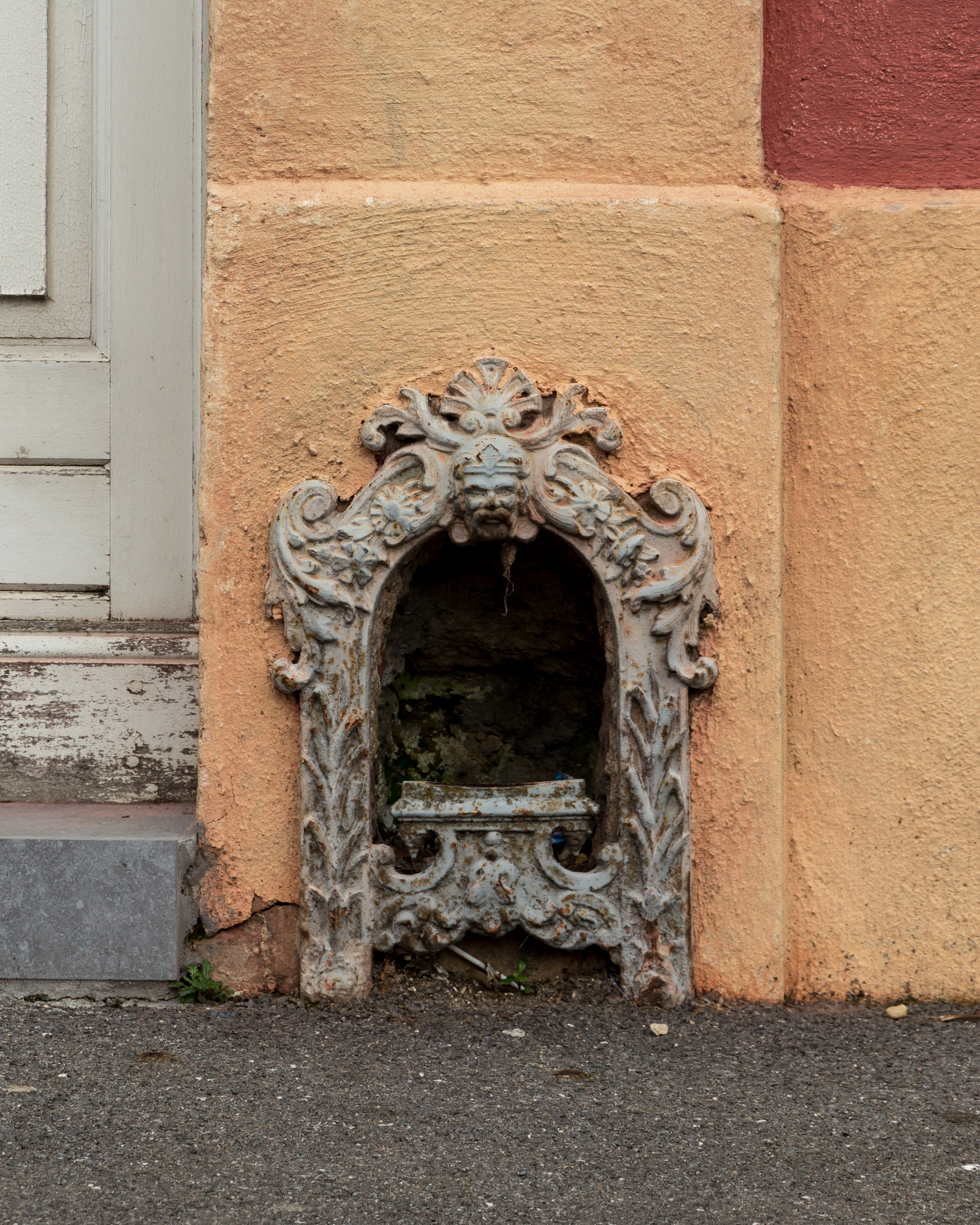
Schuhkratzer in Fassade eingelassen

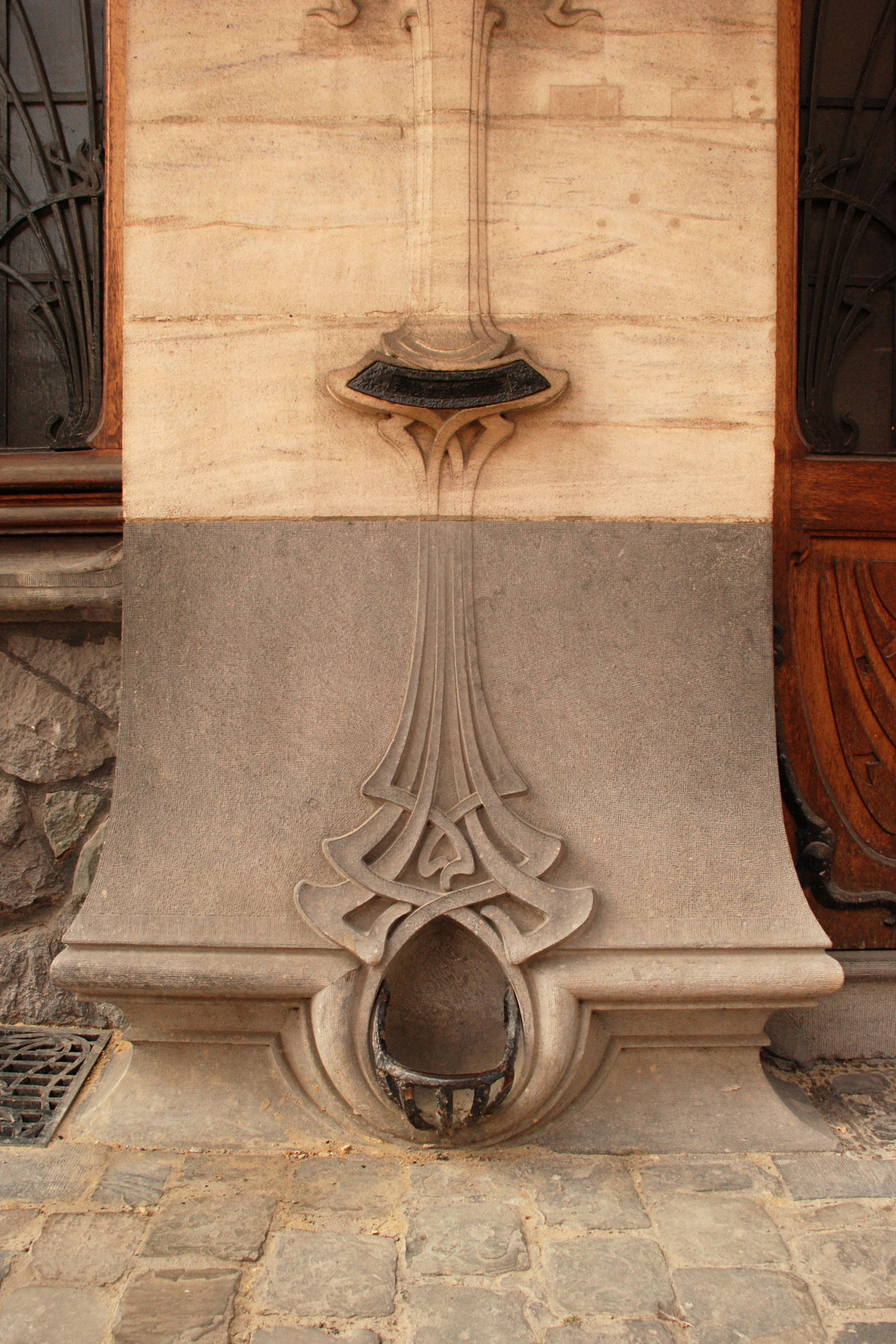
Jugendstil-Schuhabkratzer entworfen von Roosenboom

## Aufstellort und Aussehen
Ein Schuhkratzer ist in der Regel in Fußreichweite einer Gebäudeeingangstür, einer Eingangsstufe oder einer Eingangstreppe oder direkt auf der Eingangsstufe fest angebracht.
Er kann aber auch in einem Beet verankert sein, in Reichweite eines befestigten Weges vor einem Gebäudeeingang.
Zeitgenössische ortsveränderliche Kratzer mit Griffstange zur Laufsohlenreinigung unterwegs, z. B. nach einem Waldspaziergang vor dem Einstieg in ein Fahrzeug (Kutsche, Auto), sind heutzutage selten.
Bei den ersten Automobilen Anfang des 20. Jahrhunderts waren die Trittbretter vor den Autotüren manchmal mit einem Schuhkratzer ausgestattet.

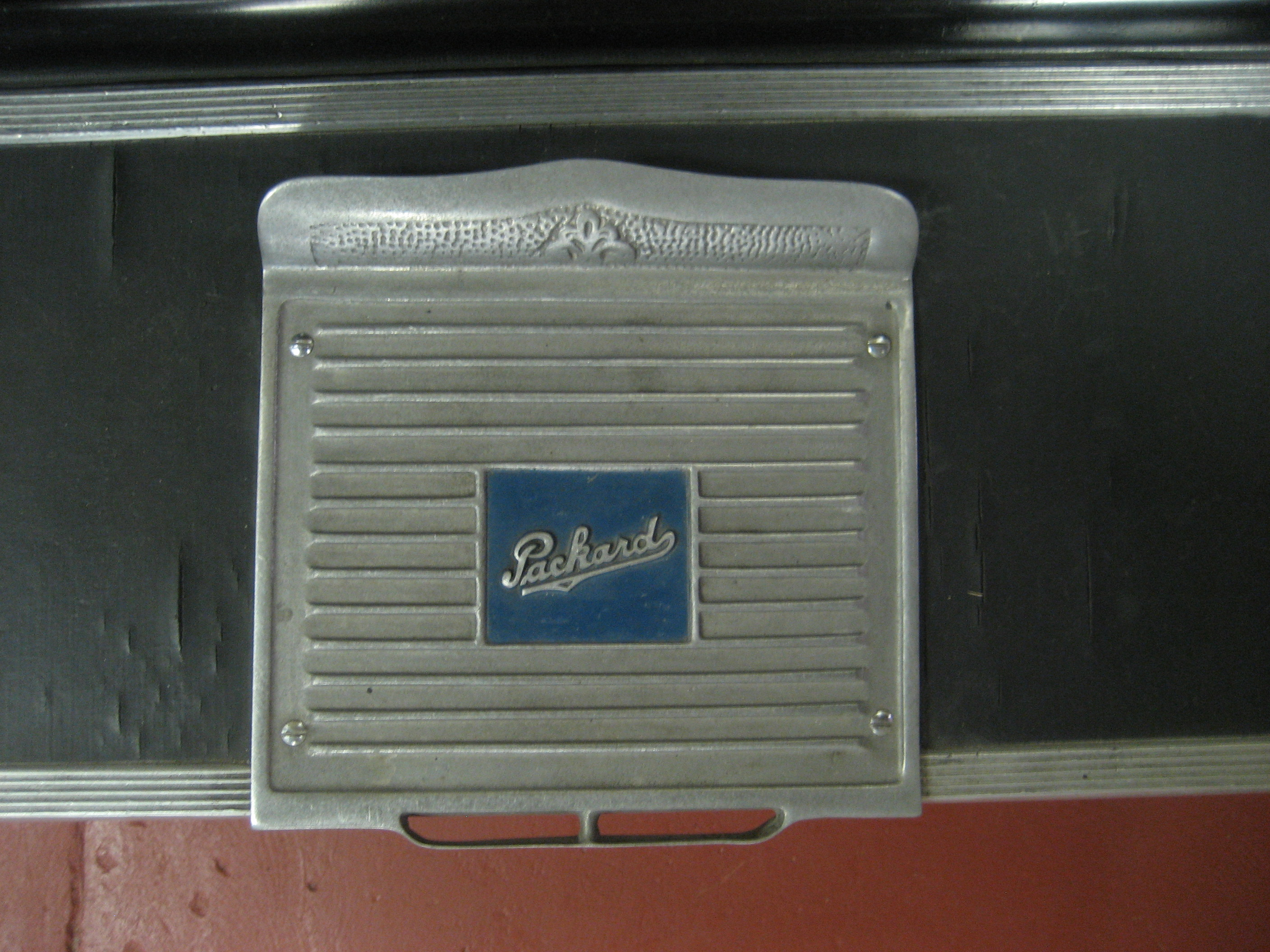
1925er Packard Trittbrett mit Schuhkratzer

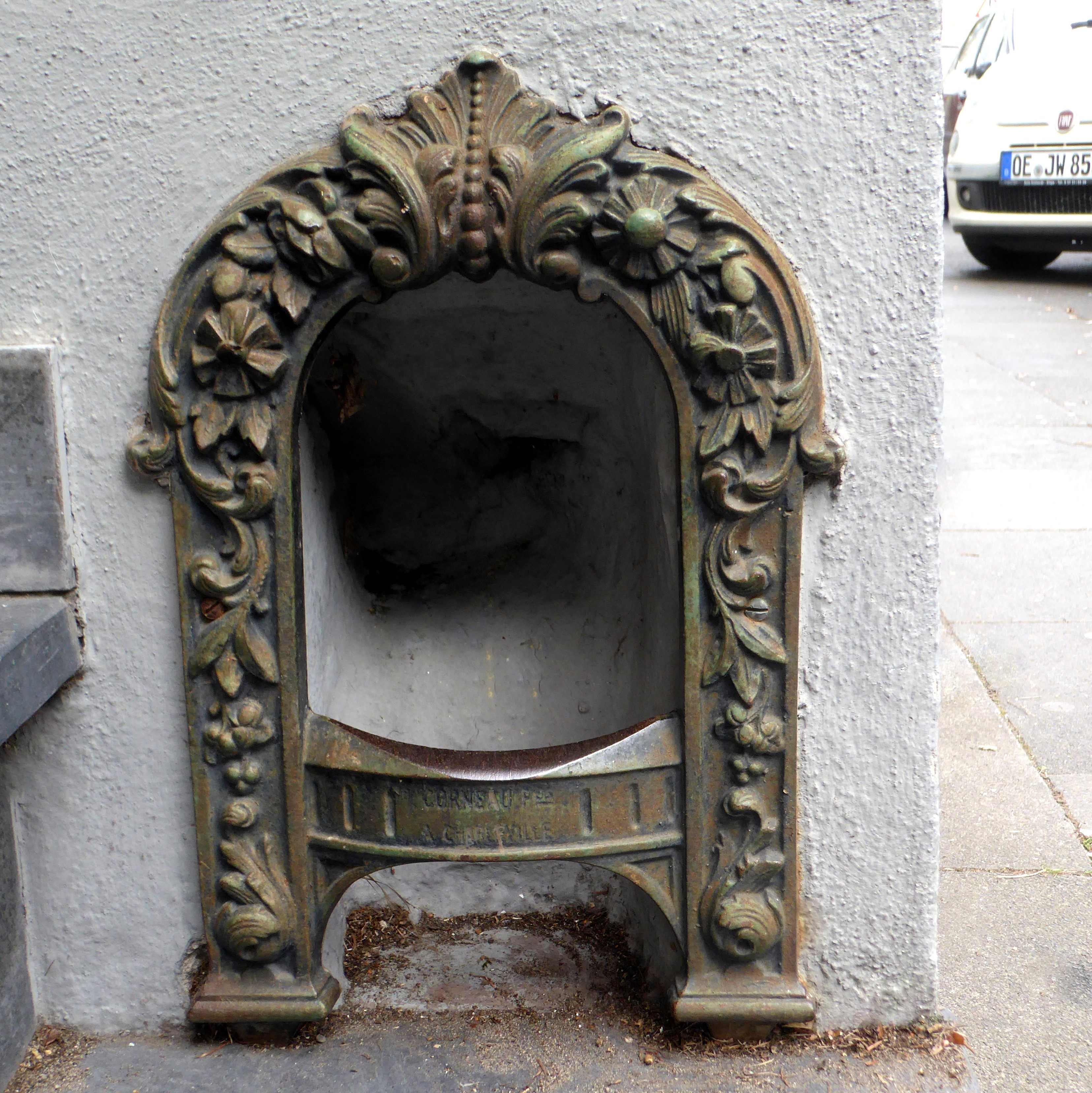
Schuhkratzer von Alfred Corneau 1825–1886 (Gießerei Frères Corneau) in Bonn

An Gebäuden wurden Schuhabkratzer fest in den Boden zementiert, in Treppenstufen eingelassen bzw. in die Hauswände eingeputzt.
Bei längeren Eingangstreppen wurden die Kratzeisen in schmiedeeiserne Treppengeländer integriert.
Heutzutage gibt es Versionen zum Anschrauben an Boden bzw. Wand.
Die historisch überlieferten Schuhabstreifer sind aus Schmiedeeisen, Gusseisen, Stahlblech oder Stahldraht. Heutzutage gibt es sie auch als dekorative Elemente in Aluguss und Bronzeguss.
Freistehende Schuhkrazer waren häufig H-förmig aus dem Boden oder Treppenstufe ragende schmiedeeiserne Kratzer in einer Breite von zirka 18 Zentimetern. Für die Reinigung von Sohle und Seiten gibt es nur eine Schuhposition. Man kann nicht aus der Reinigungsposition heraus rutschen. Die hoch stehenden Seitenstreben erlaubten es, auch den konkaven Bereich eines Absatzes zu reinigen.
Ein freistehender Schuhabkratzer kann aber auch nur ein rechteckiges wenige Zentimeter hoch stehendes Metallblech sein.
Eine einfache Version ist ein eckig gebogener ca. 10–15 mm dicker Draht.
Bei beiden Konstruktionen werden die Laufsohle, die linke und die rechte Seite der Sohle jeweils in einer anderen Fußposition gesäubert.
An Gebäudewänden kann es sich um ein einfach waagerecht aus der Fassade ragendes Flacheisen handeln, welches eventuell durch eine Strebe von unten gestützt wird.
Teilweise ist die obere Kante in Sohlenbreite vertieft, damit Kanten für die Säuberung der seitlichen Sohle entstanden.
An Gebäuden kann auch ein beidseitig eingeputzter halbkreisförmiger oder eckig gebogener Flachstahl verwendet worden sein.
Diese aus der Wand herausstehenden Modelle ragen heutzutage häufig in den Verkehrsraum der Städte, weil die schmalen Vorgärten mit Rankpflanzen zugunsten von breiteren Straßen bzw. zur Trennung von Auto und Fußgänger in Gehwege umgewandelt wurden.
Frei stehende oder aus Wänden hervor stehende Modelle werden heutzutage als Stolperfallen und als Verletzungsrisiko wahrgenommen.
Für Gebäudewände gab es auch ins Mauerwerk eingelassene Schuhabkratzer, die fast senkrecht mit der Fassade abschlossen. Dafür haben sie hinter der Eisenstrebe eine kleine Nische im Mauerwerk mit einem abgeschrägten Boden, um Platz für den Schuh zu bieten und die entfernten Fremdkörper über die schräge Ebene aus der Wand heraus zu transportieren.
In der viktorianischen Zeit gab es fertige in die Mauer einmörtelbare gusseiserne Schuhkratzer mit Rahmen und Nischenraum.
Diese kompletten Versionen waren vor allem im damals reichen England und Frankreich verbreitet.
Selten wurden die Schuhabkratzer vom Architekten passend zum Fassadendesign gestaltet, wie vom Architekten Albert Roosenboom (1871–1943) am Beukman-Haus im Pariser Jugendstil.
Bei hohen Eingangstreppen kann der Schuhkratzer auch im schmiedeeisernen Geländer integriert sein.

## Funktion
Mit dem waagerechten, häufig aus einem Flachstahl gefertigten, Mittelstück werden dicke Anhaftungen von Schnee, Erde, Laub, Lehm, Mist oder Pferdeäpfel von der Laufsohle geschabt.
Im Bereich des Schuhgelenks zwischen Absatz (Ferse) und Halbsohle (Vorderfuß) kann das anhaftende Material zuerst herausgestochen und die Reste abgeschabt werden.
Die senkrechten Schabflächen befreien die Sohle von seitlich anhaftendem Dreck und Schnee.
Bei H-förmigen Schuhkratzern lässt sich mit den hoch stehenden Spitzen der konkave Bereich an Herrenschuhabsätzen reinigen.
Es bleibt der Dreck übrig, der in den Zwischenräumen von stark profilierten Sohlen steckt. Dieser kann über einem Gitterrost durch kräftiges Auftreten gelockert und heraus geschlagen werden oder durch Grobschmutz-Fußmatten mit starken Borsten gereinigt werden.

## Schuhabkratzer an bedeutsamen Orten
Auf der obersten Stufe der Eingangstreppe von Goethes Wohnhaus in Weimar (1782–1832) befindet sich ein Schuhabkratzer aus einer rechteckigen Platte.
Neben der Eingangsstufe an Goethes Gartenhaus nahe der Ilm in Weimar ist ein eckig gebogener Metalldraht im Boden verankert.
Am Beukman-Haus in Elsene ist der von A. Roosenboom entworfene Schuhkratzer im Jugendstil zu sehen.
Am Amtssitz des britischen Premierministers, 10 Downing Street in London finden sich gleich zwei verzierte gusseiserne viktorianische Schuhkratzer symmetrisch rechts und links neben der Tür.
Im Greenwich-Village sind Schuhabstreifer in Treppengeländern einiger historische Stadthäuser integriert, z. B. Christopher Street, Gay Street und Waverly Place.